# Pierantonio Pavanello

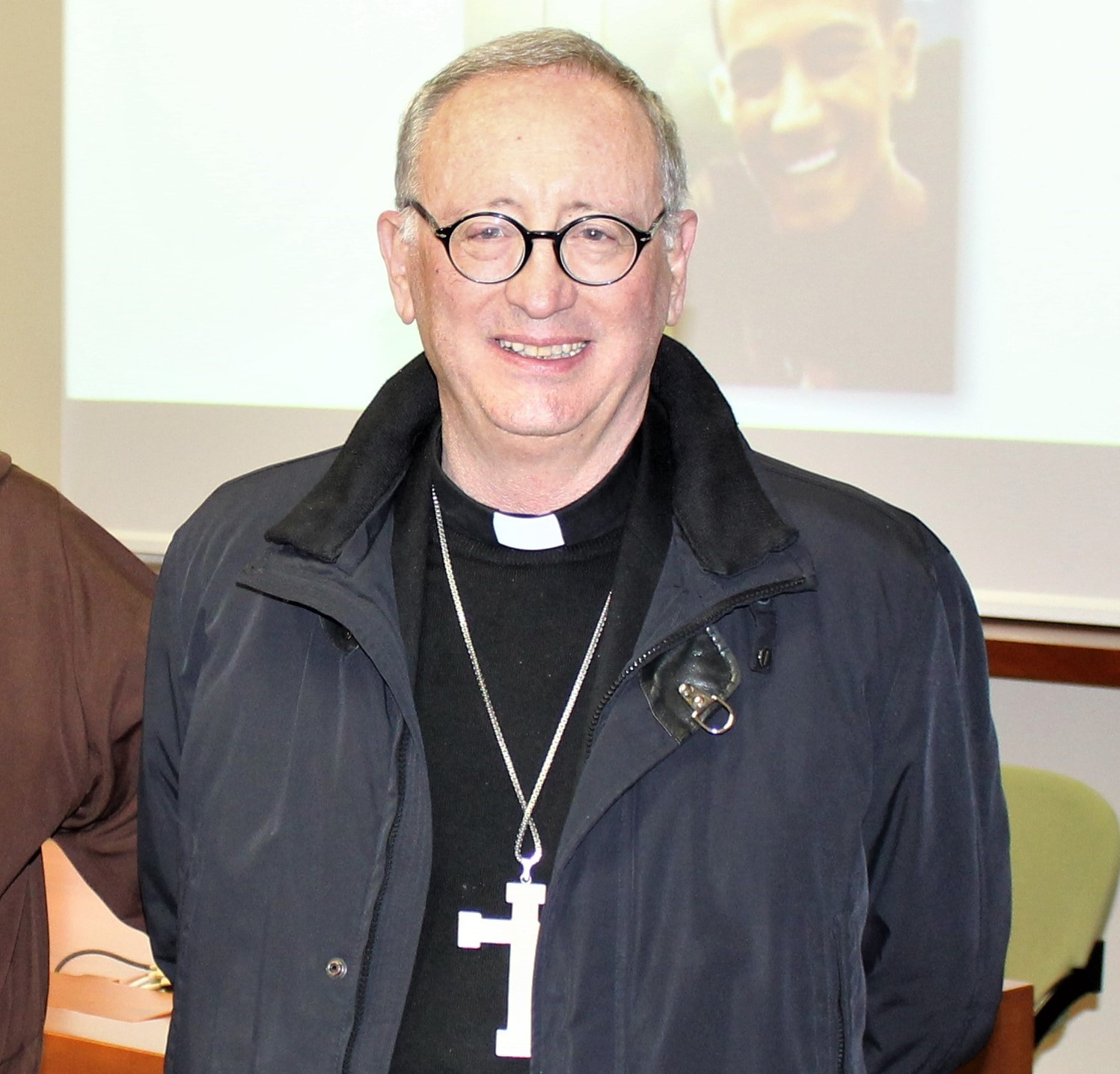
Pierantonio Pavanello (2019)

Bischofswappen von Pierantonio Pavanello

Pierantonio Pavanello (* 20. Mai 1955 in Bassano del Grappa, Italien) ist ein italienischer Geistlicher und römisch-katholischer Bischof von Adria-Rovigo.

## Leben
Pierantonio Pavanello studierte zunächst für zwei Jahre Jura an der Universität Padua, bevor er in das Priesterseminar eintrat. Er empfing am 16. Mai 1982 das Sakrament der Priesterweihe für das Bistum Vicenza.
Bis 1989 war er Kaplan in Valdagno und studierte anschließend Kanonisches Recht an der Päpstlichen Universität Gregoriana, wo er 1993 promoviert wurde. Anschließend war er bis zu seiner Ernennung zum Bischof Dozent für Kirchenrecht am Diözesanseminar von Vicenza. Das gleiche Fach lehrte er von 1994 bis 2001 am Institut San Antonio Dottore in Padua und ab 2004 als Professor am Institut für Kanonisches Recht S. Pio X in Venedig.
Von 1994 bis 2005 war er Sekretär des Priester- und Pastoralrats des Bistums Vicenza. Von 2001 bis zur Ernennung zum Bischof war er beigeordneter Gerichtsvikar am Kirchengericht der Kirchenregion Triveneto und seit 2004 außerdem Kanzler der Diözesankurie. Am 27. Oktober 2005 verlieh ihm Papst Benedikt XVI. den Ehrentitel Päpstlicher Ehrenkaplan.
Am 23. Dezember 2015 ernannte ihn Papst Franziskus zum Bischof von Adria-Rovigo. Die Bischofsweihe spendete ihm Kardinalstaatssekretär Pietro Parolin am 20. Februar des folgenden Jahres. Mitkonsekratoren waren der Bischof von Vicenza, Beniamino Pizziol, und sein Amtsvorgänger Lucio Soravito De Franceschi. Die Amtseinführung fand am 6. März 2016 statt.
Am 29. Juli 2019 berief ihn Papst Franziskus zum Mitglied der Berufungskommission für schwerwiegende Strafsachen, deren Entscheidung der Glaubenskongregation vorbehalten ist, und am 21. Juni 2021 zudem zum Mitglied der Apostolischen Signatur.